# Hubert Skrzypczak
Hubert Zenon Skrzypczak (Wejherowo, 29 settembre 1943) è un ex pugile polacco.

## Palmarès

### Olimpiadi
- 1 medaglia:
  - 1 bronzo (Città del Messico 1968 nei pesi mosca leggeri)

### Europei dilettanti
- 2 medaglie:
  - 1 oro (Roma 1967 nei pesi mosca)
  - 1 argento (Berlino Est 1965 nei pesi mosca)